# Otakar Toman
Otakar Toman   (Štěchovice, 13 de juny de 1947 - Čisovice, 1 d'agost de 2012), de vegades escrit Otokar Toman, fou un pilot d'enduro i motocròs txec. Dins la primera modalitat, fou guanyador d'un Campionats d'Europa en la categoria de Superior a 500 cc i, com a membre de l'equip de Txecoslovàquia, del Trofeu i el Vas als ISDE; com a pilot de motocròs, aconseguí tres Campionats de Txecoslovàquia i bons resultats al Campionat del Món durant diverses temporades.

## Resum biogràfic
Coneguit familiarment com a Oťas, Toman va començar a córrer motocròs de ben jove. A finals de la dècada del 1960 va començar a participar en el Campionat del món com a pilot oficial de ČZ. Acabada la temporada de 1974, veient que les CZ ja havien quedat desfasades, va decidir de passar a l'enduro tal com havia fet el seu company d'equip Jiří Stodůlka. Dins aquesta segona especialitat, amb les Jawa aconseguí els seus èxits principals, però seguí mantenint una gran afició pel motocròs. Un cop retirat, va fer de monitor infantil d'aquesta modalitat al circuit de Slapy (Praga-Oest), i seguia entrenant i assessorant els principiants regularment, tant en aquest circuit com al de Sedlčany (districte de Příbram).
Toman es va llevar la vida l'u d'agost de 2012, a 65 anys, després que un tribunal d'apel·lació li confirmés una pena de presó de 10 anys com a culpable de l'incendi intencionat que va causar la mort de la seva mare (amb qui vivia des que havia perdut el seu pis a Praga quan es va quedar sense feina).

### El judici
El desembre del 2009 es va produir un incendi a la llar familiar dels Toman, a Štěchovice, mentre Otakar era al pis de dalt i la seva mare, de 88 anys i amb problemes de mobilitat, a baix. La seva mare es va morir durant l'incendi i, mig any després, Otakar Toman va ser acusat d'haver-lo causat intencionadament i passà set mesos en presó preventiva. El desembre del 2010 fou declarat innocent per un tribunal regional i en sortí lliure. El fiscal, però, va recórrer davant el Tribunal Superior i el 19 de desembre del 2011 aquest va trobar culpable Otakar Toman i el va condemnar a deu anys de presó. L'acusat va recórrer i el 26 de juny de 2012, la Sala de Recursos del Tribunal Superior de Praga va confirmar la sentència. Toman, que sempre havia defensat la seva innocència, va patir un atac de cor el 30 de juliol i el 31, el tribunal ordenà la seva entrada a presó.
Otakar Toman, que sempre havia defensat la seva innocència, es va penjar l'endemà, u d'agost. Havia deixat dit: «No aniré entre assassins i lladres perquè no he fet res. Preferiria solucionar-ho a la meva manera».

## Palmarès
Font:

### Enduro
- 1 Campionat d'Europa en Superior a 500 cc (1977)
- 1 victòria al Trofeu dels ISDE amb l'equip estatal (1977)
- 1 victòria al Vas dels ISDE amb l'equip estatal (1976)

### Motocròs
- 3 Campionats de Txecoslovàquia de 500cc (1969, 1970, 1973)

Palmarès al Campionat del Món
Font:
| Any  | Motocicleta | 500 cc | 250 cc |
| ---- | ----------- | ------ | ------ |
| 1969 | ČZ          | 12è    | -      |
| 1970 | ČZ          | 8è     | -      |
| 1971 | ČZ          | -      | 20è    |
| 1972 | ČZ          | -      | -      |
| 1973 | ČZ          | 10è    | -      |
| 1974 | ČZ          | 11è    | -      |